# White Panther Party
White Panther Party (česky Bílí panteři) bylo americké krajně levicové a protirasistické politické sdružení, které založili roku 1968 Lawrence Plamondon a John Sinclair, osobnosti hnutí hippies napojené na hudební skupinu MC5. Název a program byl odvozen od strany Černých panterů, radikálního afroamerického hnutí.
Bílí panteři figurovali v programu COINTELPRO, tj. byli FBI považováni za extremistické a nebezpečné hnutí. Rozšířili se i mimo území Spojených států, britskou pobočku založil spisovatel a anarchistický aktivista Mick Farren. Některé buňky zůstaly činné až do osmdesátých let.